# Bank Spółdzielczy w Lubawie
Bank Spółdzielczy w Lubawie (BS Lubawa) – działający od 1870 roku bank spółdzielczy, od 2002 r. członek grupy BPS.
W 2023 r. bank liczył 1078 udziałowców, w tym 1073 osoby fizyczne i 5 osób prawnych

## Historia
Został założony jako jeden z pierwszych banków ludowych (niem. Volksbank) na terytorium Prus. Inicjatorem jego powstania był dr Teofil Rzepnikowski. Na początku swego działania miał służyć jako instytucja jednocząca i wspierająca Polaków pod zaborem pruskim.
W 1891 r. instytucja liczyła 1188 członków.
Bank był powiązany ze spółkami parcelacyjnymi, które wykupywały upadłe gospodarstwa w celu odsprzedania ich Polakom, co miało przeciwdziałać niemieckiej kolonizacji ziem polskich.